# Баффало-Спрінгс (Техас)
Баффало-Спрінгс (англ. Buffalo Springs) — селище (англ. village) в США, в окрузі Лаббок штату Техас. Населення — 468 осіб (2020).

## Географія
Баффало-Спрінгс розташоване за координатами 33°32′17″ пн. ш. 101°42′3″ зх. д. / 33.53806° пн. ш. 101.70083° зх. д. (33.537960, -101.700697).  За даними Бюро перепису населення США в 2010 році селище мало площу 4,98 км², з яких 3,95 км² — суходіл та 1,03 км² — водойми.

## Демографія
Згідно з переписом 2010 року, у селищі мешкали 453 особи в 213 домогосподарствах у складі 137 родин. Густота населення становила 91 особа/км².  Було 302 помешкання (61/км²).
Расовий склад населення:
| - 94,5 % — білих - 4,0 % — осіб інших рас |

До двох чи більше рас належало 1,5 %. Частка іспаномовних становила 10,4 % від усіх жителів.
За віковим діапазоном населення розподілялося таким чином: 11,0 % — особи молодші 18 років, 67,1 % — особи у віці 18—64 років, 21,9 % — особи у віці 65 років та старші. Медіана віку мешканця становила 52,7 року. На 100 осіб жіночої статі у селищі припадало 94,4 чоловіків;  на 100 жінок у віці від 18 років та старших — 93,8 чоловіків також старших 18 років.
Середній дохід на одне домашнє господарство  становив 56 695 доларів США (медіана — 47 500), а середній дохід на одну сім'ю — 91 360 доларів (медіана — 70 625). За межею бідності перебувало 13,3 % осіб, у тому числі 0,0 % дітей у віці до 18 років та 4,3 % осіб у віці 65 років та старших.
Цивільне працевлаштоване населення становило 219 осіб. Основні галузі зайнятості: будівництво — 21,5 %, освіта, охорона здоров'я та соціальна допомога — 17,8 %, мистецтво, розваги та відпочинок — 12,3 %, транспорт — 7,8 %.